# Chaetostigmoptera rostrata
Chaetostigmoptera rostrata är en tvåvingeart som först beskrevs av Daniel William Coquillett 1898.  Chaetostigmoptera rostrata ingår i släktet Chaetostigmoptera och familjen parasitflugor.
Artens utbredningsområde är Florida. Inga underarter finns listade i Catalogue of Life.